# Fuoco (demografia)
Il termine fuoco indicava, dal Medioevo fino ai primi anni dell'Ottocento, la singola unità familiare soggetta a fiscalità; in particolare su esso si basava la tassa personale detta focatico.

## Storia
Il Catalogus baronum fu il primo registro catastale del Regno di Sicilia. Redatto dai Normanni intorno al 1150, è una lista di tutti i vassalli dell'Italia meridionale, dei loro possedimenti e redditi e della popolazione a loro assoggettata, indicata appunto in fuochi. Da tali rilevazioni l'autorità centrale stabiliva quante truppe doveva fornire ogni vassallo al suo signore, in ragione di una lancia ogni 24 fuochi. Con gli Aragonesi il Regno fu sottoposto a rilevamenti demografici sistematici e periodici; i censimenti descrivevano casa per casa il nucleo familiare, registrando il capofuoco e tutti i membri della famiglia ed i loro beni.
Dal punto di vista storico, tali rilevazioni permettevano di stimare la popolazione di un determinato paese o villaggio con buona approssimazione considerando che un fuoco contava dai 4 ai 6 componenti, definiti anime. Bisogna comunque tenere presente che il numero di fuochi non comprende tutte le famiglie di un determinato feudo, villaggio o Universitas, ma solo quelle soggette a tassazione e non quelle franche per privilegio o per altre ragioni; il sistema di calcolo prevedeva numerose variabili, ed era piuttosto complesso, al punto da richiedere specifici manuali.
Il sistema dei fuochi si basava sulla coincidenza tra focolare e nucleo familiare. Questa analogia non era semplicemente metaforica, ma era fondata sulla concreta necessità di utilizzare il fuoco per il riscaldamento e la cottura dei cibi, cui veniva dunque destinato un apposito spazio all'interno dell'abitazione. La strettissima relazione tra il focolare, unità abitativa e nucleo familiare faceva sì che il censimento di queste ultime potesse avvenire mediante la semplice conta dei comignoli.